# Mădălina Bereș
Mădălina Bereș (n. 3 iulie 1993, Iași, România) este o canotoare română legitimată în prezent la CS Dinamo București și medaliată cu bronz la Jocurile Olimpice de vară din 2016 în proba de 8+1.

## Carieră
În 2013, echipajul de 2 rame feminin, din care mai făcea parte și Mihaela Petrișă, a obținut medalia de aur la Campionatele Mondiale U23 de la Linz (Austria).
În 2015, la Europenele de la Poznan (Polonia), echipajul feminin al României de opt rame cu cârmaci (Mădălina Bereș, Denisa Tîlvescu, Mihaela Petrilă, Ioana Crăciun, Adelina Cojocariu, Irina Dorneanu, Roxana Cogianu, Andreea Boghian și Daniela Druncea) a cucerit medalia de bronz.

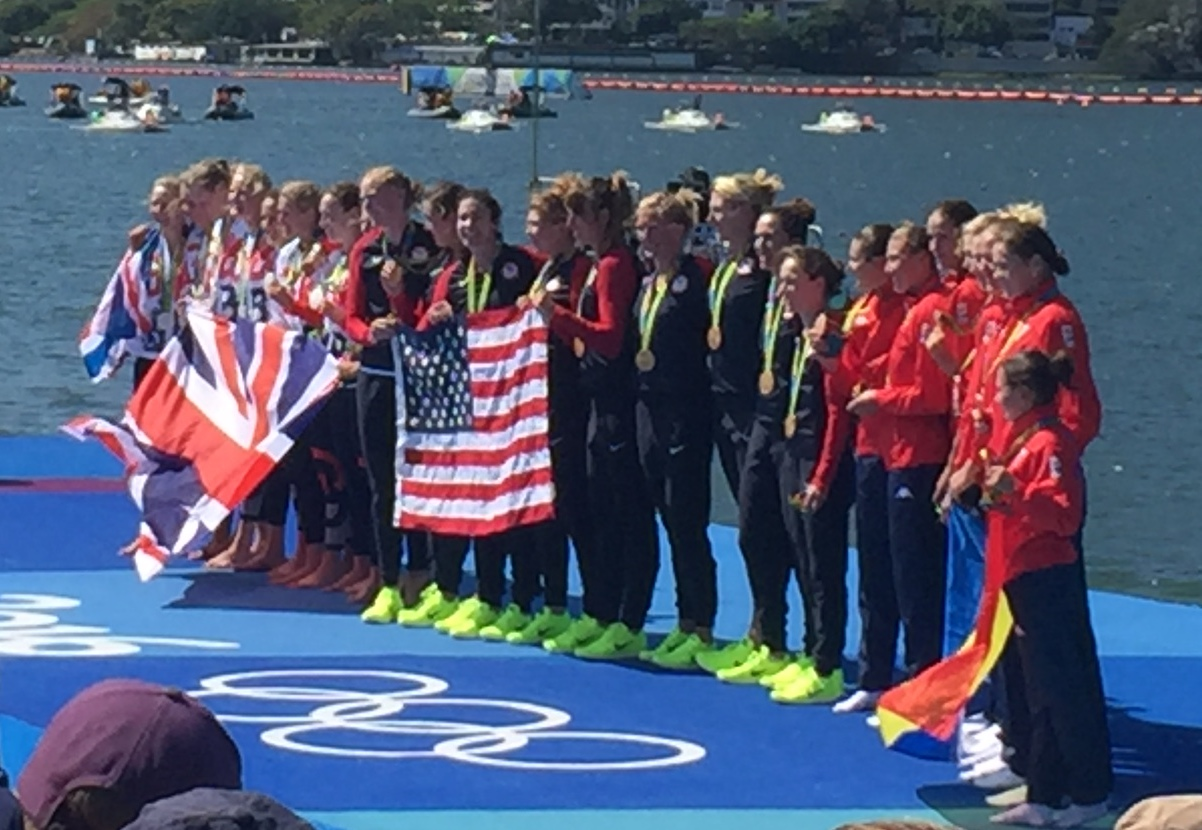
La Jocurile Olimpice de la Rio

În 2016, la Campionatele Europene de la Brandenburg (Germania), echipajul feminin de dublu rame fără cârmaci alcătuit din Mădălina Bereș și Laura Oprea a cucerit medaliile de bronz. Prin rezultatul din cadrul regatei preolimpice de la Lucerna, echipajul de 8+1 (Mihaela Petrilă, Ioana Strungaru, Laura Oprea, Adelina Boguș, Andreea Boghian, Roxana Cogianu, Irina Dorneanu, Daniela Druncea și Laura Oprea) a reușit să se califice de pe primul loc la Jocurile Olimpice de vară din 2016. Echipajul a obținut medalia de bronz, după ce în urmă cu patru ani canotajul românesc nu a cucerit nicio medalie. Înaintea Jocurilor Olimpice, barca de dublu rame fără cârmaci din care mai făcea parte și Laura Oprea, s-a clasat pe locul trei la Cupa Mondială desfășurată la Poznań (Polonia).
Și sora cea mică Amalia Bereș este o canotoare.

### Palmares competițional
| An   | Competiție                         | Locație                  | Loc | Eveniment | Note      |
| ---- | ---------------------------------- | ------------------------ | --- | --------- | --------- |
| 2010 | Campionatele Mondiale de Juniori   | Račice, Republica Cehă   | 4   | JW8+      | 06:30.870 |
| 2011 | Campionatele Mondiale de Juniori   | Eton, Marea Britanie     | 4   | JW2-      | 07:31.870 |
| 2012 | Campionatele Mondiale U23          | Trakai, Lituania         | 6   | BW4x      | 07:14.890 |
| 2013 | Campionatele Mondiale U23          | Linz, Austria            | 1   | BW2-      | 07:24.370 |
| 2014 | Campionatele Mondiale U23          | Varese, Italia           | 4   | BW2-      | 07:21.910 |
| 2015 | Campionatele Europene              | Poznań, Polonia          | 3   | W8+       | 06:12.990 |
| 2015 | Cupa Mondială                      | Lucerna, Elveția         | 4   | W8+       | 06:11.740 |
| 2016 | Campionatele Europene              | Brandenburg, Germania    | 3   | W2-       | 07:47.180 |
| 2016 | Regata preolimpică                 | Lucerna, Elveția         | 1   | W8+       | 06:02.560 |
| 2016 | Cupa Mondială                      | Poznań, Polonia          | 3   | W2-       | 06:58.760 |
| 2016 | Jocurile Olimpice de vară din 2016 | Rio de Janeiro, Brazilia | 3   | W8+       | 06:04.100 |